# Sint-Ghislenuskerk (Waarschoot)

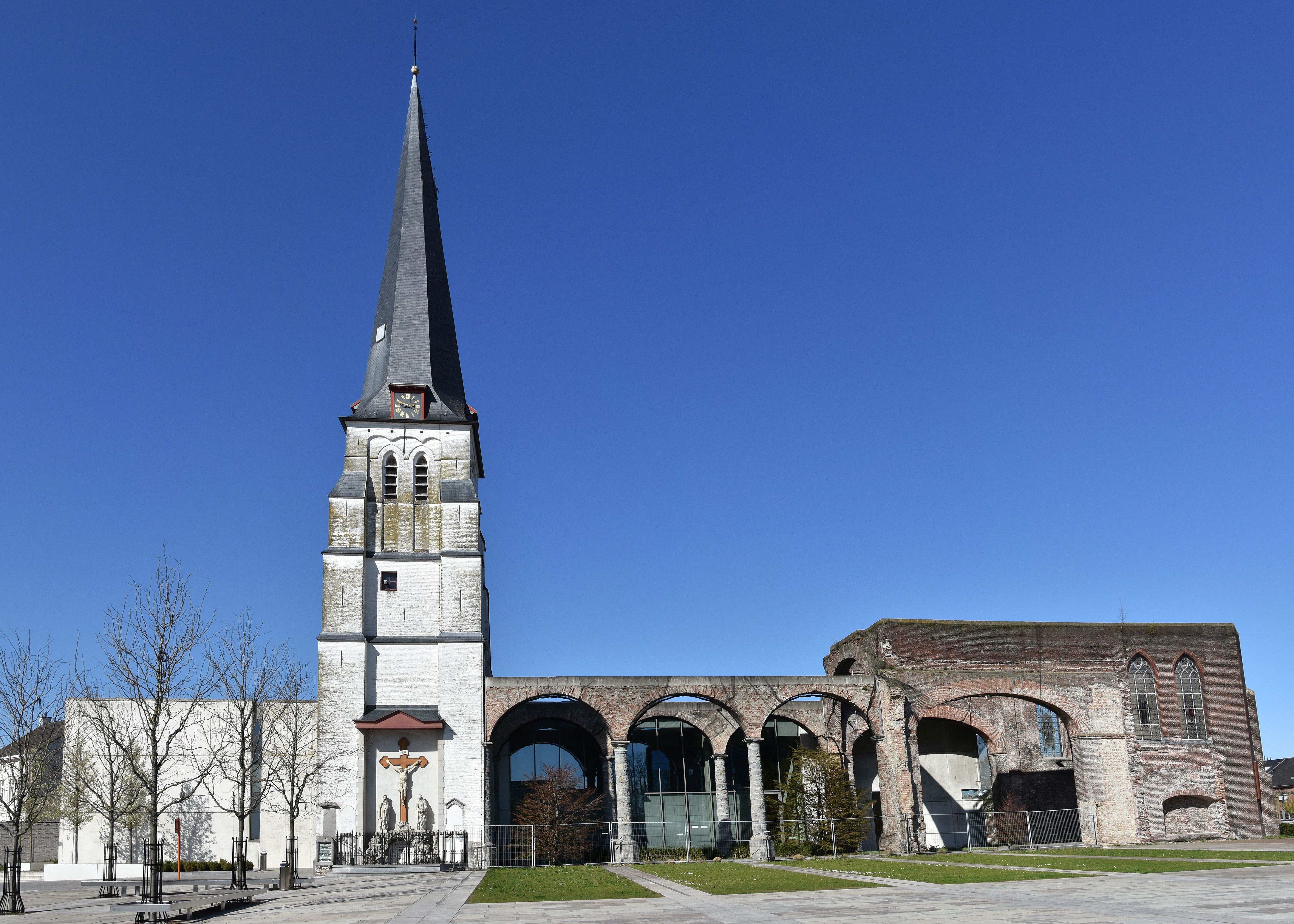
De Sint-Ghislenuskerk

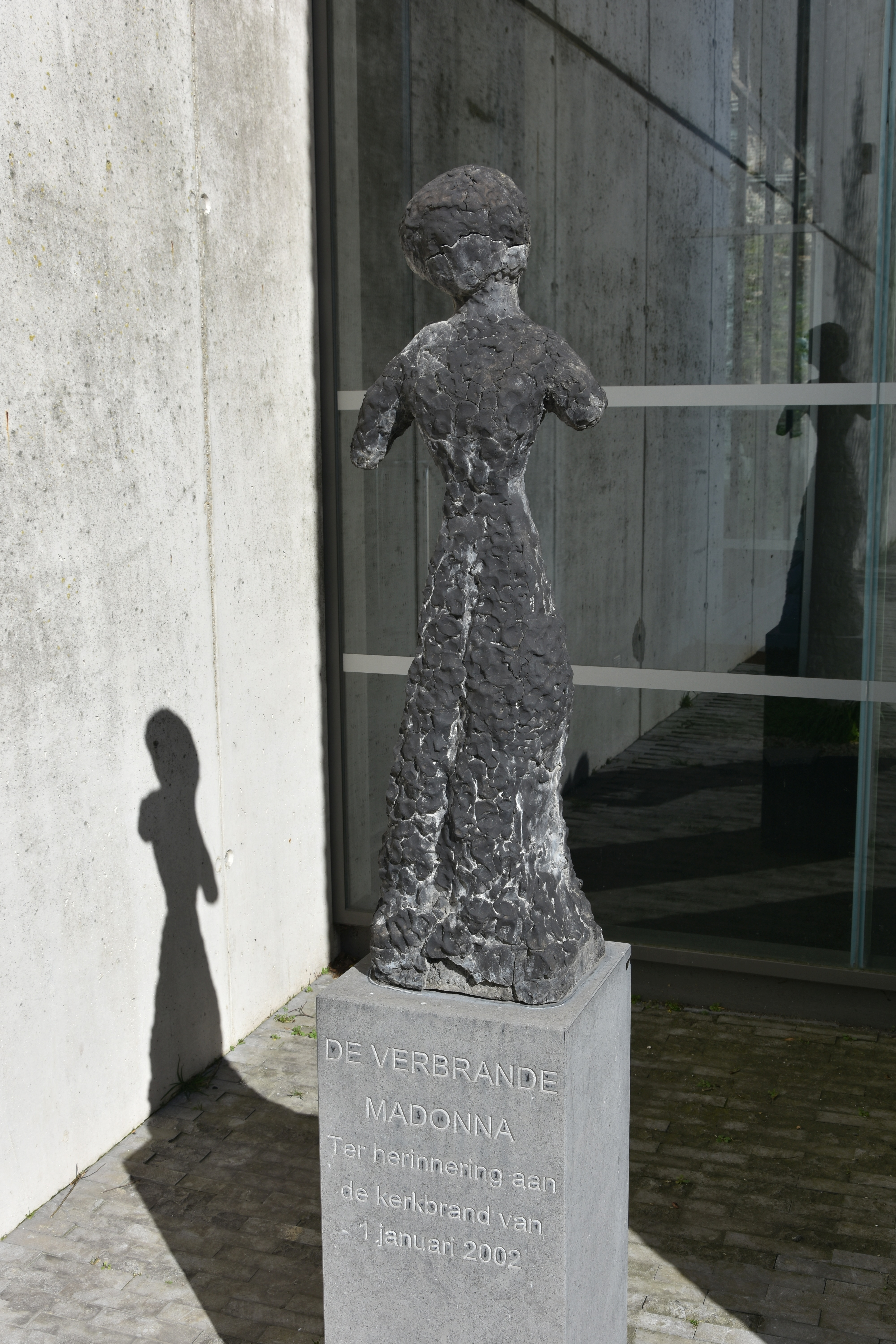
De verbrande Madonna

De Sint-Ghislenuskerk was een kerkgebouw in de Belgische gemeente Waarschoot. Haar patroonheilige was Ghislenus. Tijdens de nieuwjaarsnacht van 2001 op 2002 werd de Sint-Ghislenuskerk opzettelijk in brand gestoken door een scholier uit het naburige Eeklo.

## Bouwgeschiedenis
Ook deze kerk kende een bewogen geschiedenis. Oorspronkelijk stond hier hoogstwaarschijnlijk een kleine eenbeukige kerk met toren en een iets hoger gelegen koor uit baksteen. De kerktoren werd herbouwd in 1393. Kerkbrand werd voor de eerste maal in 1580 vermeld. Heropbouw gebeurde in 1580. De beuk aan de noordzijde, toegewijd aan Onze-Lieve-Vrouw werd in 1615 gestart en voltooid in 1642.
In 1642 restaureerde men de kerktoren verder en later in de zeventiende eeuw het priesterkoor met een nieuw hoogaltaar. De eenbeukige kerk werd omgevormd tot een driebeukige door sloop van de oorspronkelijke binnenmuren die werden vervangen door vier zuilen. In 1786 volgde een nieuwe uitbreiding door de constructie van een transept. Zijkoren achter het transept kwamen er onder leiding van architect Louis Minard in 1841 en het slopen en vergroten van het priesterkoor.
De bakstenen kerktoren aan de westzijde is witgekalkt, in gotische stijl, op een vierkante plattegrond, gestut door steunberen onder leien dakjes en bekroond met een ingesnoerde spits met vier uurwerken. Aan de zuidzijde van de toren bemerkt men een calvarie, voorheen met vagevuur, afgesloten door een ijzeren hek.
Deze hallenkerk met een kern uit de 14de eeuw werd tot in de twintigste eeuw verbouwd en uitgebreid, zodat ze uiteindelijk breder werd dan lang (45 bij 35 m). De massieve toren uit 1393 is sinds 1936 als monument beschermd. De brand op 1 januari 2002 verwoestte het grootste deel van de kerk. Enkel de toren bleef gevrijwaard en men kon enkele kunstvoorwerpen uit het gebouw redden.

## Interieur
De kerk had een rijk patrimonium met als belangrijkste stukken: een houten preekstoel, gebeeldhouwd door Jan Van Daele in 1666, een houten communiebank (1732) met snijwerk van H. Pulinx, twee lindenhouten beelden van Petrus en Paulus (1875), en enkele schilderijen, waaronder De lanssteek (1657) van Robert Joly en De Heilige Familie van Gaspar de Crayer (1584-1669).

## Nieuwbouw en afbraak
Na enkele jaren van overleg, voorstellen en een uiteindelijk plan werd de nieuwe kerk ingehuldigd op 24 juni van 2007. Men opteerde voor een nieuwbouw achter de oude kerk, de toren en de ruïne van de middenbeuk zijn de getuigen uit het verleden. Tijdens de renovatie werd de Sint-Jozefkerk aan de Bellebargie gebruikt als noodkerk. In 2008 werd deze kerk ontwijd, in 2010 werd beslist om ze af te breken, en uiteindelijk werd begin februari 2017 de Bellebargie kerk of de Sint-Jozefkerk afgebroken.